# Antonio Bustillo y Ceballos
Juan Antonio Bustillo y Ceballos (Zevallos) fue un militar y gobernador de las provincias de Tejas y Coahuila, de la Nueva España (hoy México). También se desempeñó como alcalde ordinario en la Ciudad de México.

## Biografía
Juan Antonio Bustillo y Ceballos nació entre finales del siglo XVII y principios del XVIII. Se instaló en Tejas en 1723, viviendo en esta provincia durante doce años. En siete de ellos (1724-1731) se desempeñó como Capitán de Presidio de Nuestra Señora de Loreto en la Bahía del Espíritu Santo. En 1730, ayudó a restaurar las misiones de Querétaro en al este de San Antonio.
Su éxito en esta misión fue tal que al año siguiente, en 1731, el virrey de la Nueva España le nombró gobernador de Texas, por lo que deja el cargo de capitán en presidio. Su administración se caracterizó por la contribución en el establecimiento de colonos de las Islas Canarias en San Antonio y de la fundación, el año siguiente (1732) de la guerra en los ríos de San Xavier ( San Gabriel) y San Saba contra los apaches. La expedición estaba formada por 160 españoles y sesenta amerindios. Sin embargo, los apaches derrotaron a los españoles. Allí siguió un breve período de paz entre ellos. Más tarde, en 1734, Bustillo dimitió como gobernador de Texas, dejando lugar del gobierno a Manuel de Sandoval, y regresó a la Ciudad de México. Aquí, ganó importantes cargos políticos. Por lo tanto, fue nombrado alcalde ordinario de la Ciudad de México y en 1751, él era un miembro de la Audiencia Real, el más alto tribunal administrativo de la Nueva España. Este año, el público, de la que era miembro, aprobó la fundación de las misiones de San Xavier, aunque esto había planteado objeciones en contra de la fundación en 1746. Tres años más tarde, el 21 de diciembre de 1754, cuando ya era vicegobernador y gobernador interino de la Coahuila, Bustillo y franciscano Alonso Giraldo de Terreros fundó la Misión de San Lorenzo Apache, cerca de San Fernando de Austria, Coahuila.